# 33e cérémonie des Hong Kong Film Awards
La 33e cérémonie des Hong Kong Film Awards s'est déroulée le 13 avril 2014. (il peut s'agir des titres internationaux ou/et de noms d'artistes vers des articles non-redirigés)

## Meilleur film
★ The Grandmaster de Wong Kar-wai
- Journey to the West: Conquering the Demons de Stephen Chow et Derek Kwok
- The Way we dance de Adam Wong
- La Guerre des Cartels de Benny Chan
- Unbeatable de Dante Lam

## Meilleur réalisateur
★ Wong Kar-wai pour The Grandmaster
- Derek Kwok pour As the light goes out
- Johnnie To pour Drug War
- Dante Lam pour Unbeatable
- Benny Chan pour La Guerre des Cartels

## Meilleur scénario
★ Zou Jingzhi, Xu Haofeng et Wong Kar-wai pour The Grandmaster
- Zhou Zhiyong, Zhang Ji et Aubrey Lam pour American dreams in China
- Wai Ka-fai, Yau Nai-hoi, Ryker Chanet et Yu Xi pour Blind Detective
- Xue Xiaolu pour Finding Mr. Right
- Jack Ng, Fung Chi-fung et Dante Lam pour Unbeatable

## Meilleur acteur
★ Nick Cheung pour Unbeatable
- Anthony Wong pour Ip Man: The Final Fight
- Nick Cheung pour Unbeatable
- Louis Koo pour La Guerre des Cartels
- Lau Ching-wan pour La Guerre des Cartels

## Meilleure actrice
★ Zhang Ziyi pour The Grandmaster
- Sammi Cheng pour Blind Detective
- Tang Wei pour Finding Mr. Right
- Bau Hei-jing pour Rigor Mortis
- Cherry Ngan pour The Way we dance

## Meilleur second rôle masculin
★ Zhang Jin pour The Grandmaster
- Tong Dawei pour American Dreams in China
- Cherry Ngan pour Journey to the West: Conquering the Demons
- Huang Bo pour Unbeatable
- Anthony Chan pour Rigor Mortis

## Meilleur second rôle féminin
★ Kara Hui pour Rigor Mortis
- Du Juan pour American Dreams in China
- Carina Lau pour Détective Dee 2 : La Légende du Dragon des mers
- Helena Law pour La Guerre des cartels
- Crystal Lee pour Unbeatable

## Meilleur nouvel artiste
★ Babyjohn Choi pour The Way we dance
- Kenny Lin pour Détective Dee 2 : La Légende du Dragon des mers

## Meilleur espoir réalisateur
★ Adam Wong pour The Way we dance
- Alan Yuen pour Firestorm
- Juno Mak pour Rigor Mortis

## Meilleure photographie
★ Philippe Le Sourd pour The Grandmaster

## Meilleur montage
★ William Chang, Benjamin Courtines et Poon Hung Yiu  pour The Grandmaster

## Meilleure direction artistique
- Kwok-Keung Mak pour Détective Dee 2 : La Légende du Dragon des mers

## Meilleurs costumes et maquillages
- Pik Kwan Lee et Bruce Yu pour Détective Dee 2 : La Légende du Dragon des mers

## Meilleure chorégraphie d'action
- Bun Yuen pour Détective Dee 2 : La Légende du Dragon des mers

## Meilleure musique de film
- Shigeru Umebayashi et Nathaniel Méchaly pour The Grandmaster
- Kenji Kawai pour Détective Dee 2 : La Légende du Dragon des mers

## Meilleur son
- Kinson Tsang pour Détective Dee 2 : La Légende du Dragon des mers

## Meilleurs effets visuels
- Wook Kim pour Détective Dee 2 : La Légende du Dragon des mers